# أفعوية الذيل
أفعوية الذيل (الاسم العلمي: Echiurus) هي جنس من الحلقيات تتبع فصيلة نظيرات أفعوية الذيل من رتبة أفعويات الذيل.

## أنواع أفعوية الذيل
- أفعوية الذيل الغورية
- أفعوية الذيل الألسكية
- أفعوية الذيل العادية
- أفعوية الذيل البالاسية